# El Coyote
El Coyote (« Le Coyote ») est un personnage de fiction inspiré par Zorro. Créé par le romancier espagnol J. Mallorquí (es), la première histoire où il a apparaît a été publiée en décembre 1943. 
El Coyote est le surnom de Don César de Echague, un riche californien qui revêt un masque et un sombrero pour rendre la justice.
Outre les romans, El Coyote a été le héros de nombreuses bandes dessinées, de quelques films, d'une comédie musicale et a fait l'objet d'un grand nombre de produits dérivés.

## Adaptations

### Bande dessinée
En 1947, l'éditeur des romans lance une adaptation en bande dessinée des romans pour une nouvelle El Coyote. L'adaptation est réalisée par Francisco Batet jusqu'en 1950 puis José Ramón Larraz de 1950 à 1954. Jano ou Antonio Bernal (es) l'ont également animée par la suite. Les dernières histoires inédites ont été publiées en 2004.

### Cinéma et télévision
- 1955 : El Coyote, de Joaquín Luis Romero Marchent, avec Abel Salazar dans le rôle du Coyote
- 1956 : La justicia del Coyote (en), de Joaquín Luis Romero Marchent, avec Abel Salazar dans le rôle du Coyote
- 1963 : La Griffe du coyote (Il segno del coyote), de Mario Caiano, avec Fernando Casanova dans le rôle du Coyote.
- 1998 : La vuelta de El Coyote, de Mario Camus, avec José Coronado dans le rôle du Coyote.